# Conegliano
Conegliano (velenceiül Conejan) település Olaszországban, Veneto régióban, Treviso megyében. Lakosainak száma 34 292 fő (2023. január 1.). Conegliano San Vendemiano, Colle Umberto, Mareno di Piave, San Fior, San Pietro di Feletto, Santa Lucia di Piave, Susegana és Vittorio Veneto községekkel határos.

## Népesség
A település népességének változása:
| Lakosok száma | 34 999 | 35 082 | 34 292 |
|               | 2017   | 2018   | 2023   |